# Dodge Attitude
El Dodge Attitude es un automóvil de turismo sedán del segmento B (en sus tres primeras generaciones) y del segmento D (cuarta y actual generación) comercializado por el fabricante estadounidense Dodge en México desde 2006. Ninguna generación del Attitude fue diseñada ni fabricada por Dodge: en realidad, son modelos de otros fabricantes vendidos bajo acuerdo por la marca americana, correspondiendo las primeras dos generaciones a la surcoreana Hyundai Motor Company, la tercera a la japonesa Mitsubishi Motors y la cuarta a la china GAC Group.

## Primera generación (2006-2011)
La primera generación del Dodge Attitude es una versión bajo licencia de la tercera generación del Hyundai Accent.

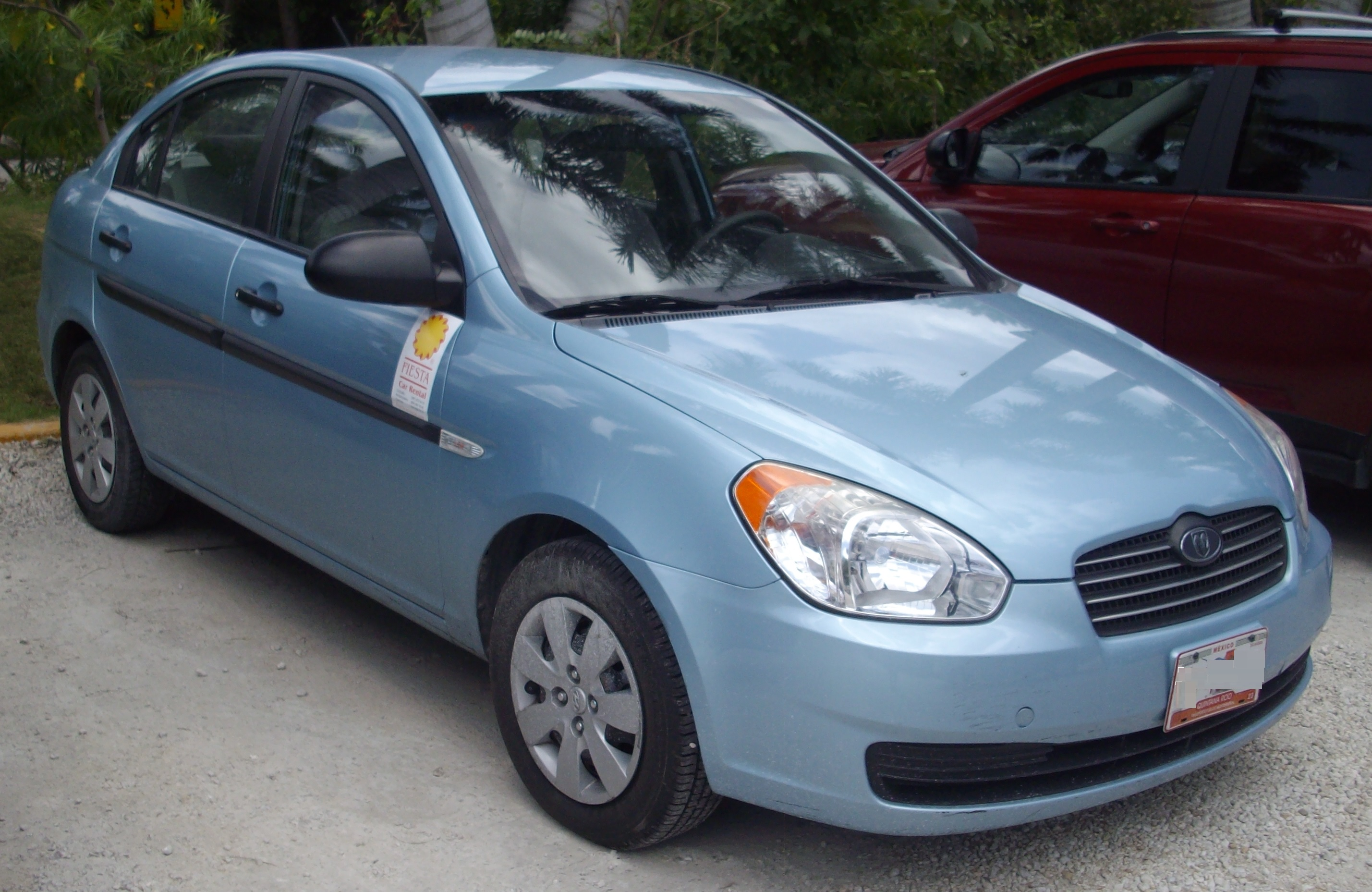
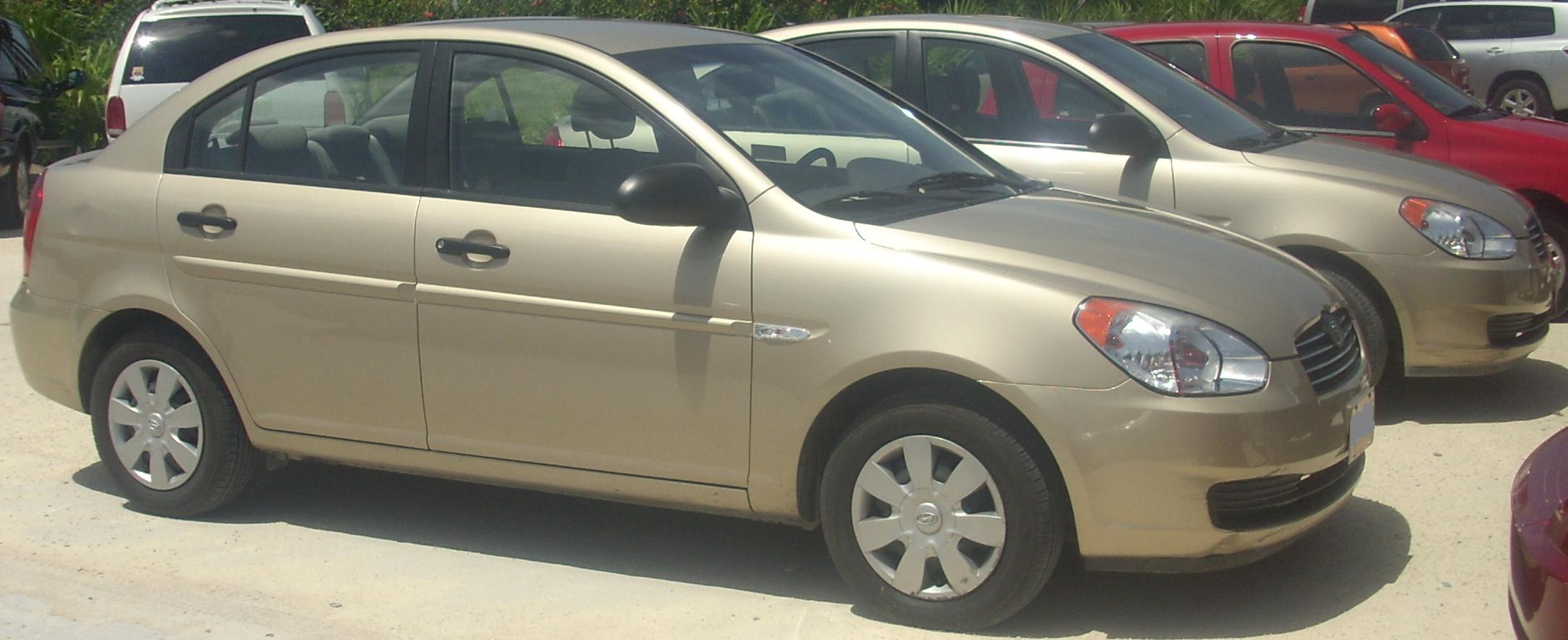
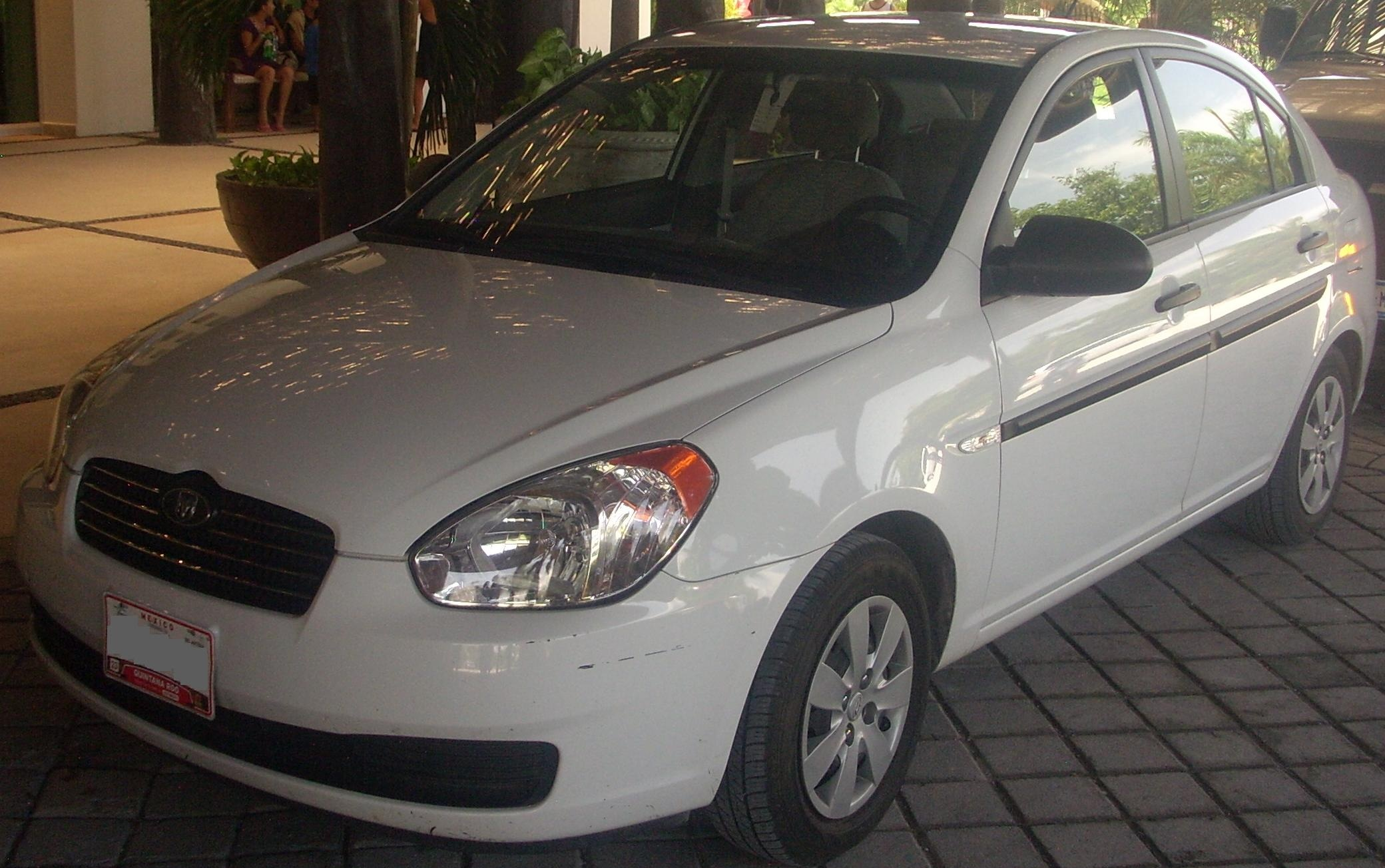

## Segunda generación (2011-2015)
En 2011, Hyundai Motor Company presentó una nueva generación de su Accent y Dodge, de nuevo, la comercializó en México bajo el nombre Attitude. Curiosamente, el Dodge Attitude de segunda generación cuenta con emblemas de Hyundai y no de Dodge, aunque en la parte posterior sí está escrito Dodge Attitude en lugar de Hyundai Accent.

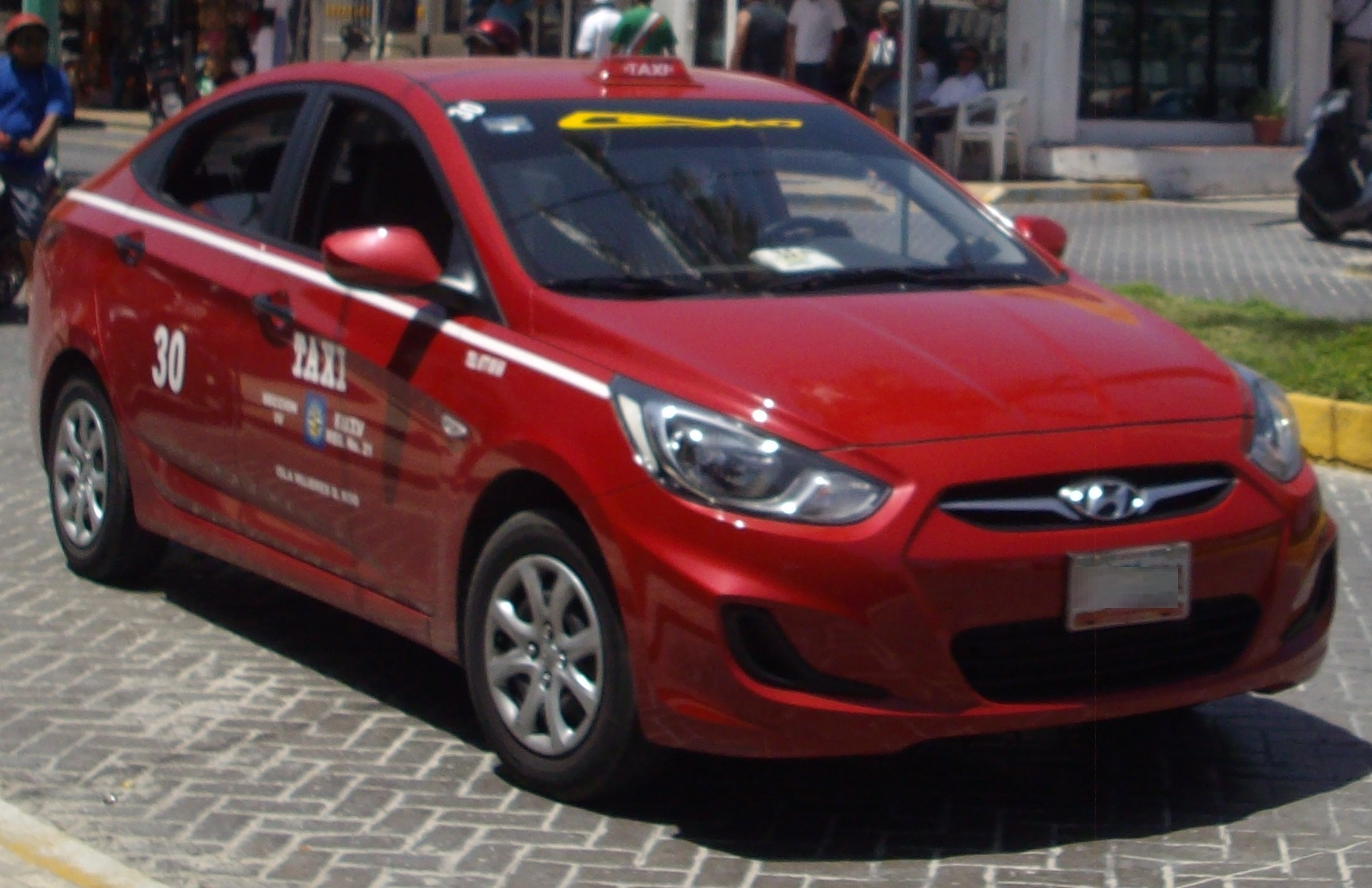
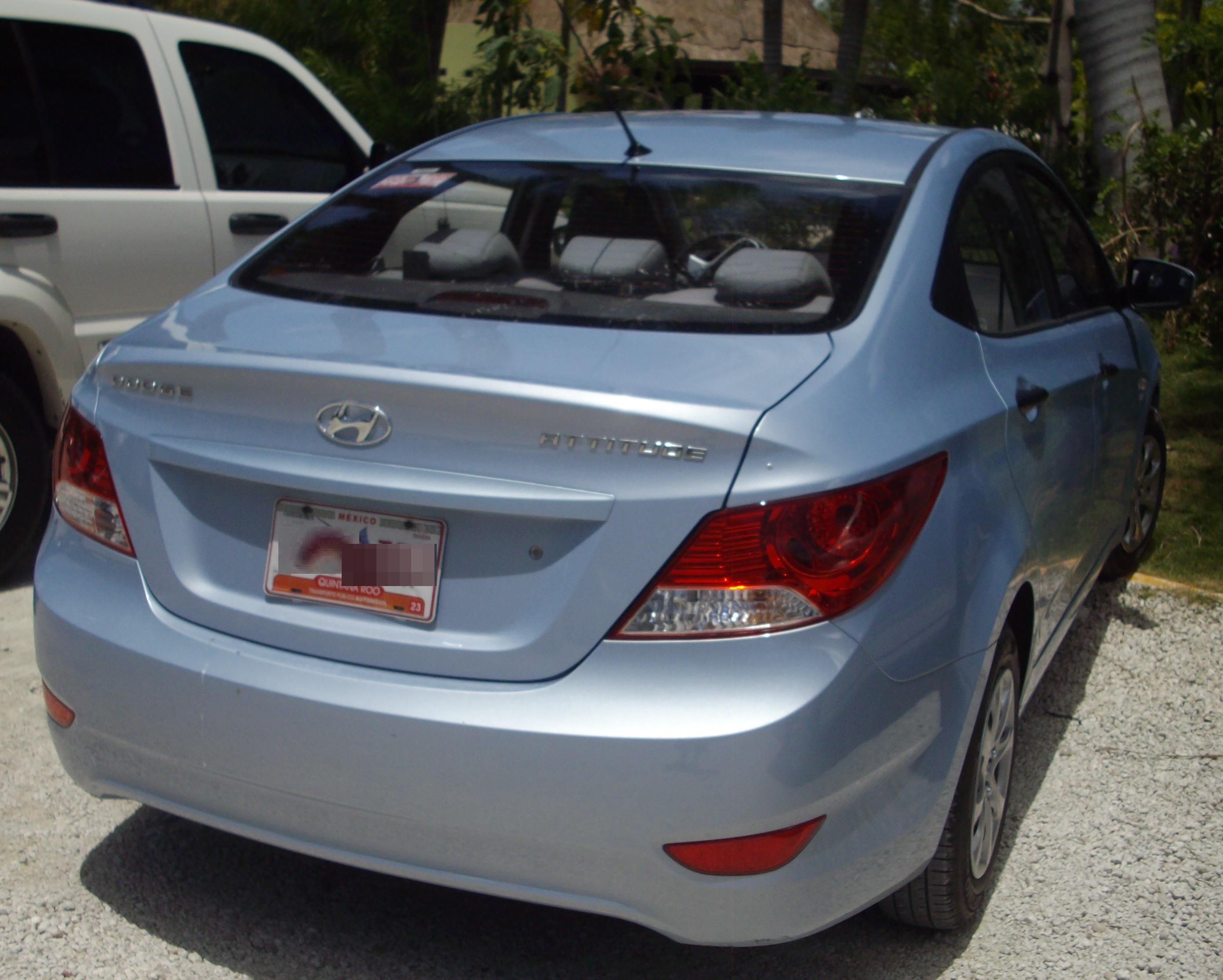
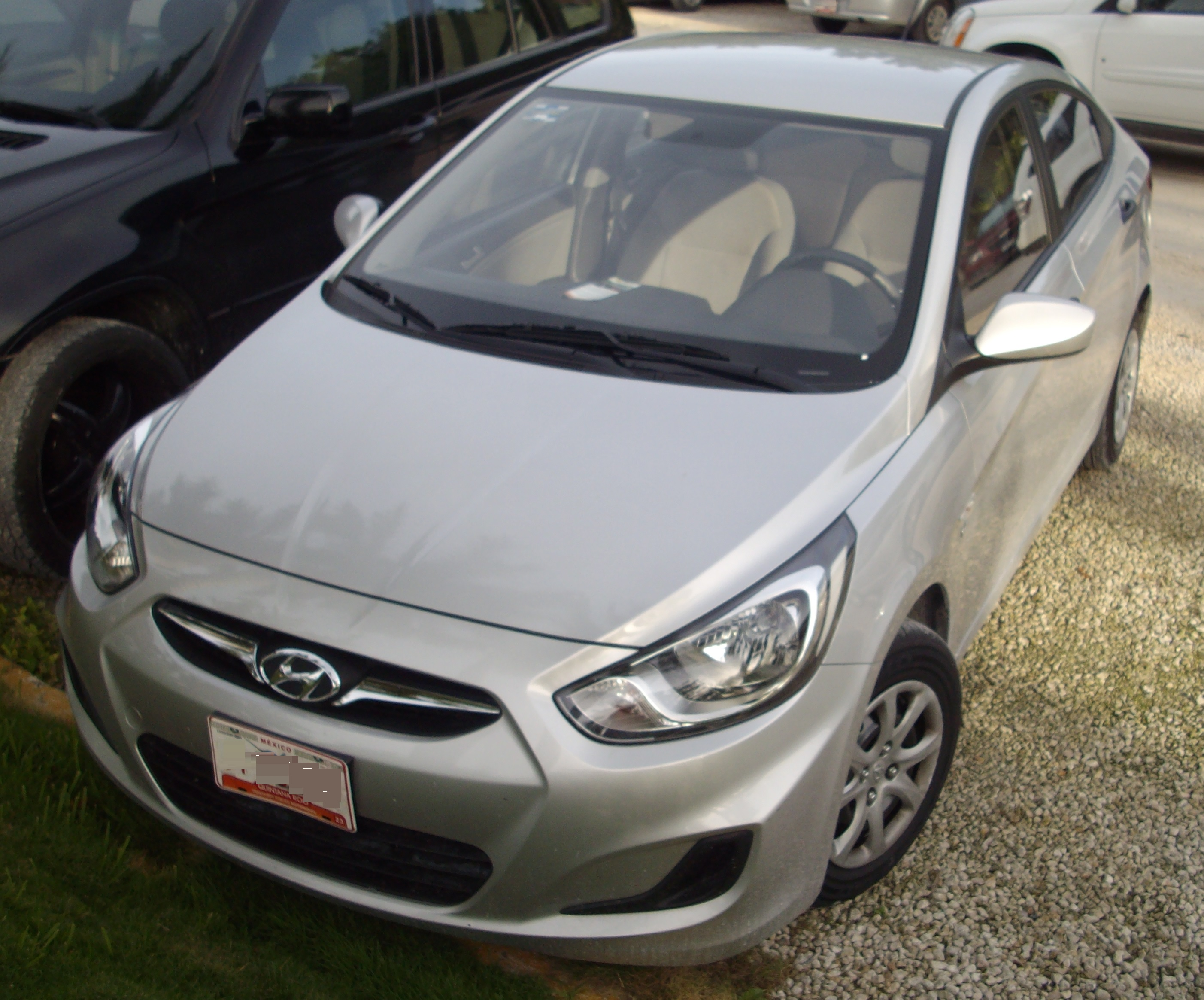

## Tercera generación (2015-2025)
Como Hyundai decidió desembarcar en el mercado mexicano, para la tercera generación del Attitude, Dodge decidió rebautizar la versión sedán del Mitsubishi Mirage de sexta generación (llamado Mitsubishi Attrage en algunos mercados; no confundir con el Lancer), esta vez sí con emblemas de Dodge.

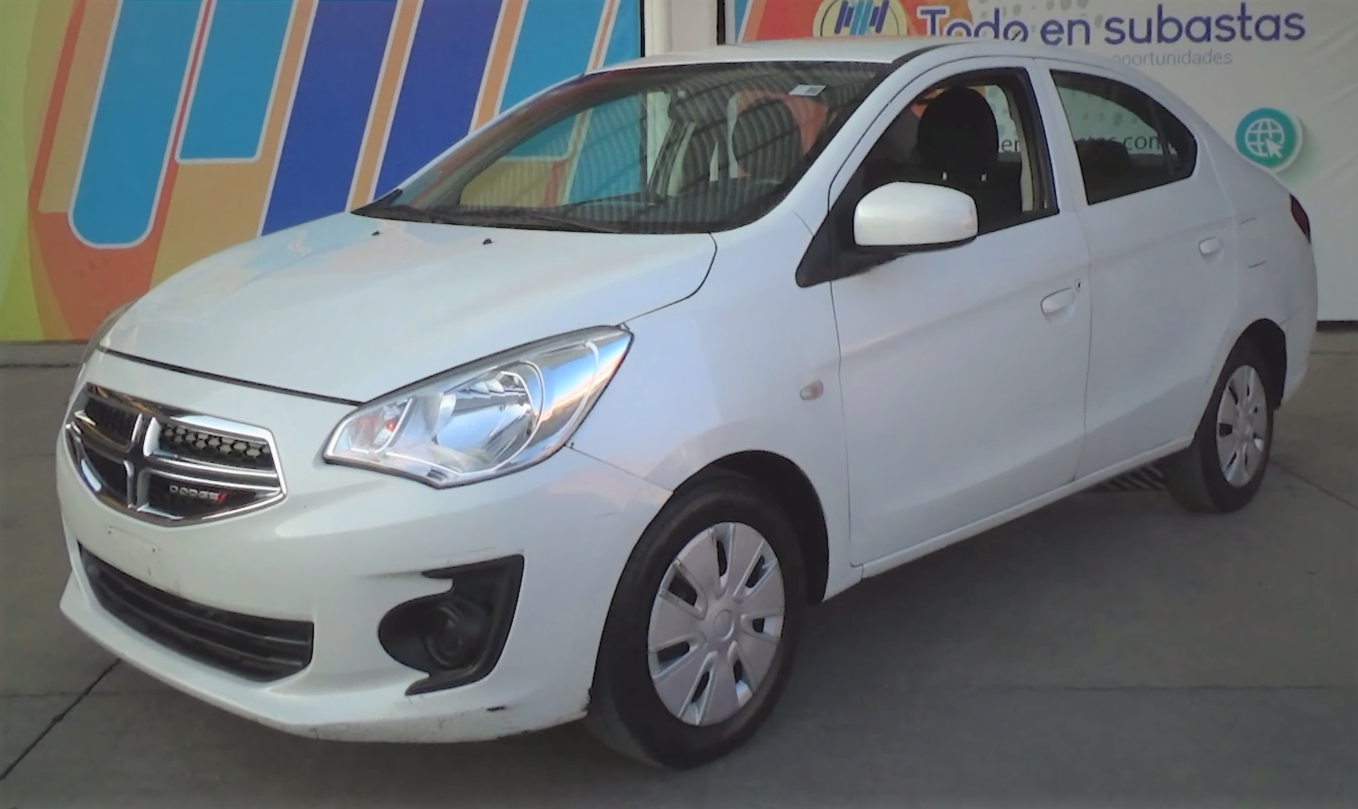
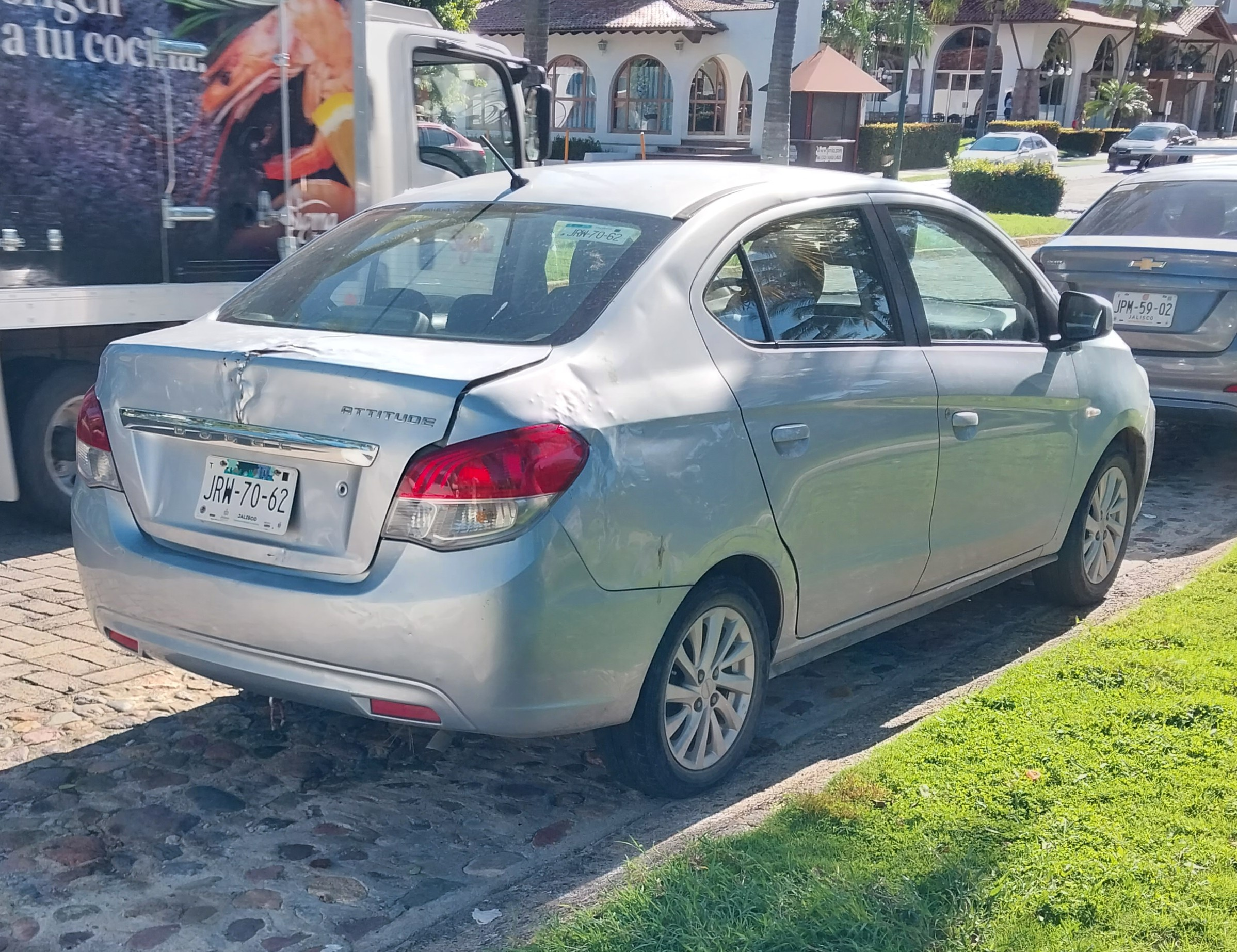

En 2019, Mitsubishi Motors dio por terminada su alianza con Fiat Chrysler Group (grupo automotriz a la que Dodge pertenecía en ese momento) y decidió comenzar a vender el Mirage en México, por lo que ambos automóviles coexistieron en el mercado pese a ser idénticos.
En 2020, el Mirage recibió una actualización, pero el Attitude permaneció sin cambios debido a la terminación del acuerdo comercial entre ambos fabricantes.

## Cuarta generación (2025-)
El Attitude de cuarta generación es gemelo del Trumpchi Empow, del fabricante chino GAC. Tras el Dodge Journey de segunda generación, es el segundo vehículo de GAC comercializado por Dodge en México.
Con 4,7 metros de largo, este Attitude es mucho más grande que las tres generaciones anteriores, perteneciendo al segmento D en lugar del B. Está posicionado para competir con sedanes de gama media, en lugar de ser un automóvil de bajo precio como sus predecesores.

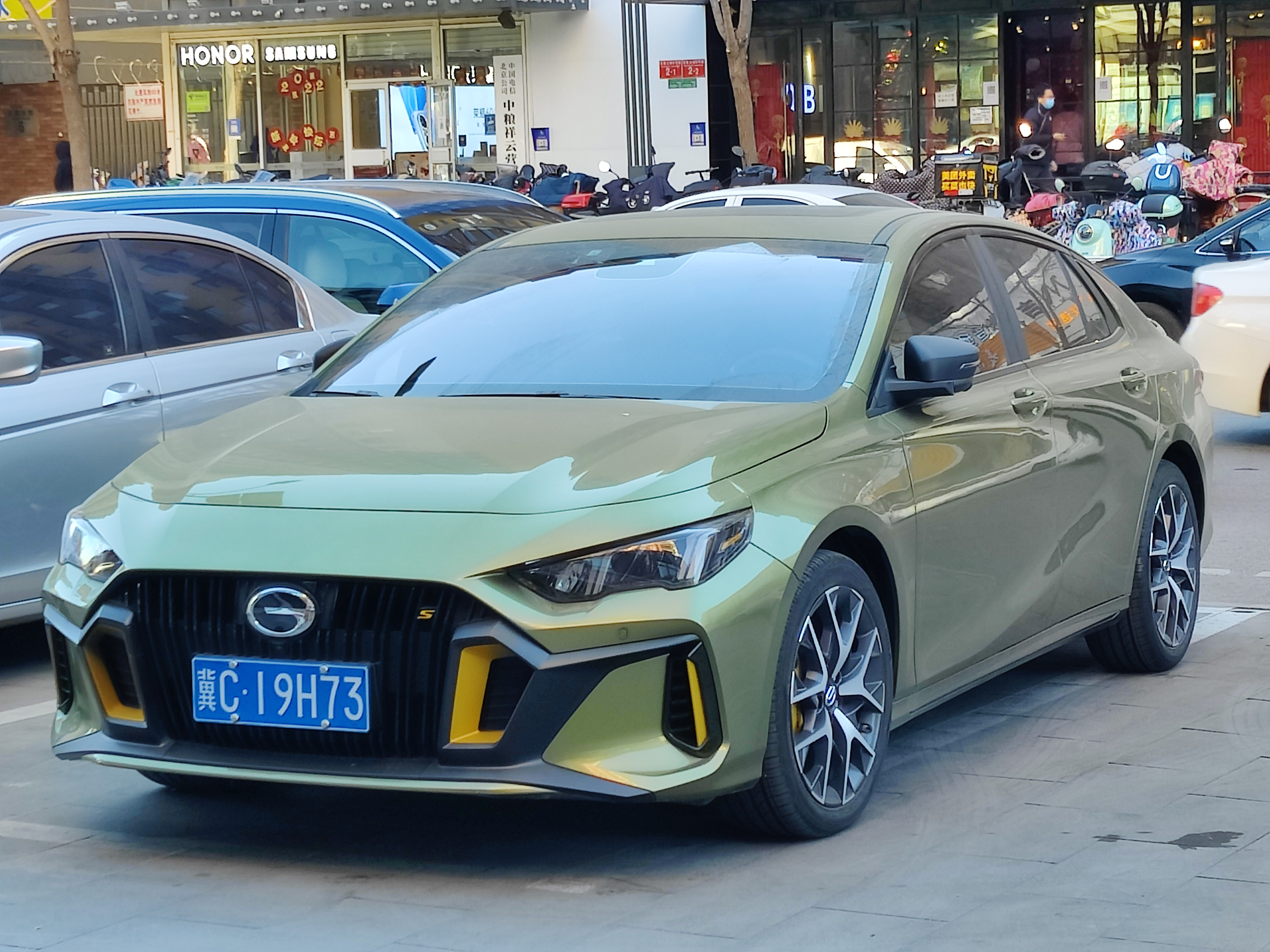
Trumpchi Empow, la versión china del Attitude.
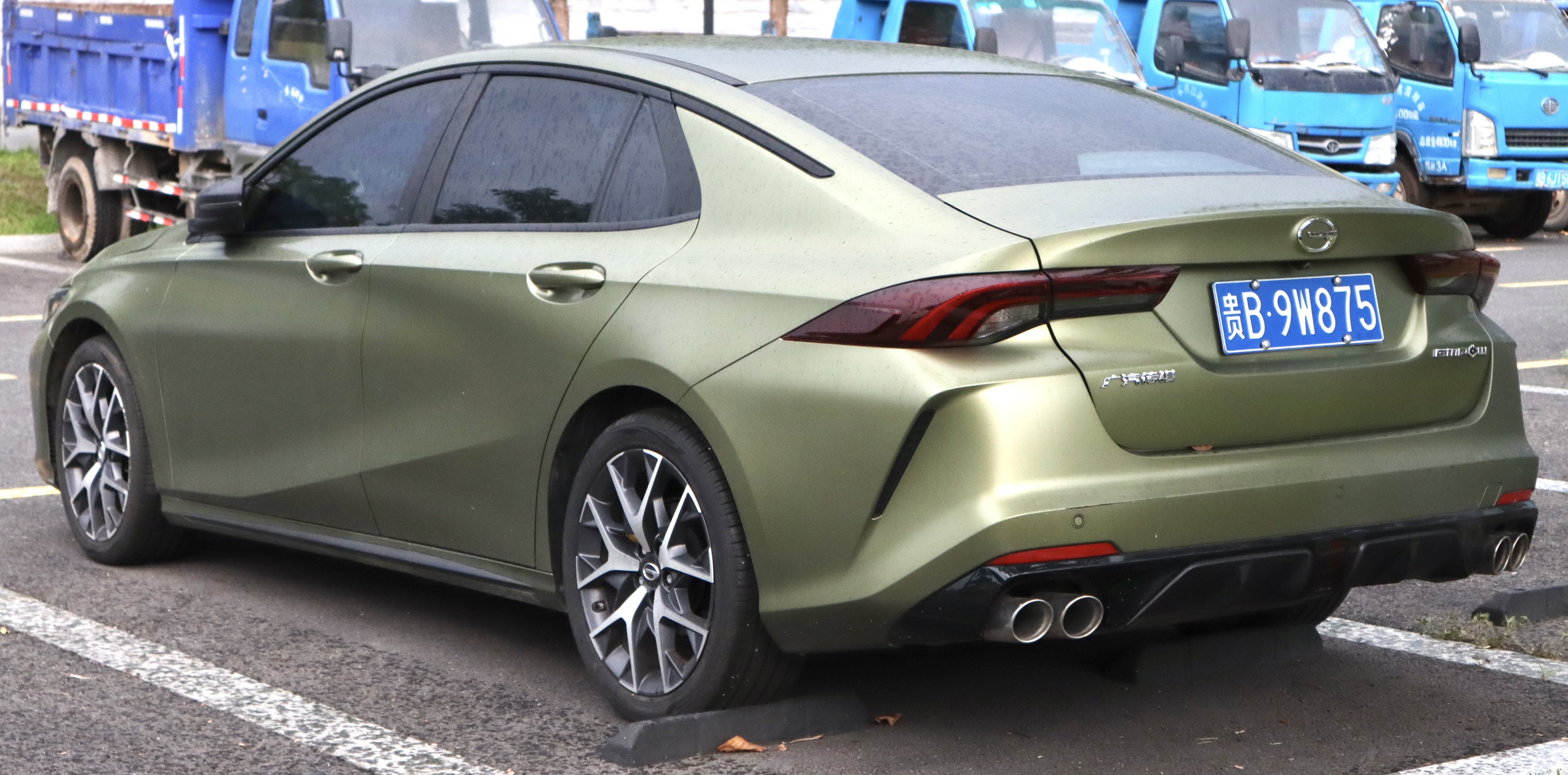